# الحلقة (مكة)
الحلقة هي قرية في منطقة مكة المكرمة، في غرب المملكة العربية السعودية.